# In search of the acid metal grille
In search of the acid metal grille is een studioalbum van Mooch. Het album werd deels opgenomen in een faculteit van de Universiteit van Luton, en deels bij de bandleden Peter Wyer en Garry Lewin thuis. Het is een van de weinige albums van Mooch die direct verscheen op een platenlabel. In dit geval kwam het uit via Dead Ernest, een Schots label, dat zich beperkte tot de niches spacerock, ambient en elektronische muziek.
De originele titel van het album luidde In search of the falling metal grille naar een opmerking van Wyer over het geluid van de effecten die uit Palmers apparatuur kwam. Er werd later voor “acid” gekozen, het woord was toen hip binnen de muziekindustrie.   

## Musici
- Stephen Palmer – gitaar, toetsinstrumenten, effecten
- Peter Wyer – gitaar
- Garry Lewin – toetsinstrumenten
- Phil Watson - toetsinstrumenten

## Muziek
De officiële uitgave bestond uit één compact disc, bij een latere uitgave werden demo’s meeverpakt.

| Nr. | Titel                                   | Duur  |
| --- | --------------------------------------- | ----- |
| 1.  | Oceans of mercury                       | 23:04 |
| 2.  | In search of homo sapiens psychedelicus | 19:36 |
| 3.  | Acid drenched symphony                  | 20:02 |
| 4.  | Vastscape                               | 7:30  |

| Nr. | Titel                            | Duur |
| --- | -------------------------------- | ---- |
| 1.  | Liquidy jungly canopy            |      |
| 2.  | Homo sapiens psychedelicus found |      |
| 3.  | Identity                         |      |
| 4.  | International weightlessness     |      |
| 5.  | Universal                        |      |